# Apollonia (Cyrenaica)

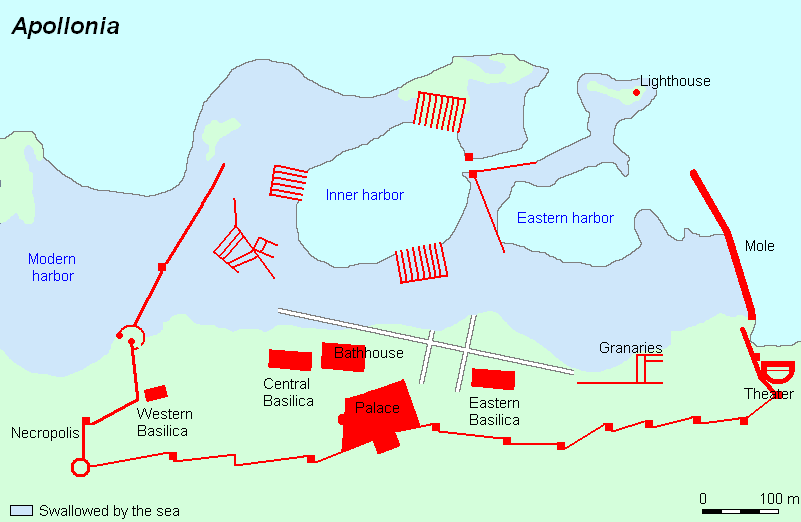
Kaart van Apollonia

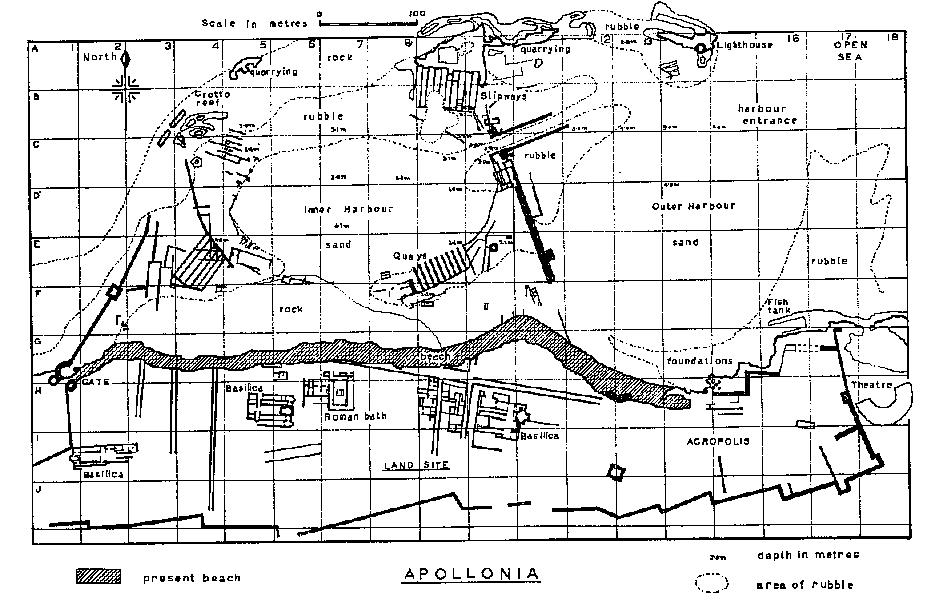
Kaart van de onderwater ruïnes opgemaakt in 1958–1959

Apollonia (Grieks: Ἀπολλωνία) in Cyrenaica (modern Libië) werd gesticht door Griekse kolonisten en werd een belangrijk commercieel centrum in de zuidelijke Middellandse Zee. Het diende als de haven van de stad Cyrene, ongeveer 20 km (12 mijl) naar het zuidwesten.
Apollonia was ten tijde van de Romeinen een van de vijf steden van de Libische Pentapolis van de Romeinse provincie Libya Superior of Libya Pentapolitana.
De aardbeving van Kreta (365) en de daaropvolgende tsunami heeft de stad verwoest.
De oude funderingen van de stad Apollonia liggen tegenwoordig onder zeeniveau, de bovenste lagen zijn van de latere Byzantijnse christelijke periode en liggen enkele meters boven zeeniveau. De ruïnes in de zee werden opgemerkt door Beechey in 1827, Goodchild (1950) en André Laronde publiceerden ook over hun archeologische onderzoeken van de site. In 1958 en 1959 leidde Nicholas Flemming, van de universiteit van Cambridge, teams van studenten die waren opgeleid in duiken en onderwateronderzoek om het grote deel van de stad onder de zee in kaart te brengen. De resultaten van dit werk werden gepubliceerd, compleet met kaarten en diagrammen van de gebouwen onder water. Carlo Beltrame en collega's hebben onlangs een onderwater fotografisch onderzoek van enkele van de gebouwen gemaakt.
Het Apollonia Museum in het nabijgelegen Susa herbergt veel artefacten die op de oude site zijn gevonden.